# Nepoidea
Nepoidea Latreille, 1802, è una superfamiglia di Insetti dell'Ordine dei Rincoti (Sottordine Heteroptera).
Si tratta di insetti acquatici predatori, di medie o grandi dimensioni, alcune specie anche con corpo lungo diversi centimetri.

## Sistematica
La superfamiglia, pressoché cosmopolita, è una delle più caratteristiche dei Rincoti acquatici, per la singolarità delle forme di alcune specie. Sistematicamente si suddividono in due famiglie, Belostomatidae e Nepidae.
La famiglia Belostomatidae si suddivide in tre sottofamiglie: Belostomatinae, Horvathiniinae e Lethocorinae. Complessivamente comprende circa 140 specie, distribuite in nove generi.
La famiglia Nepidae comprende insetti comunemente chiamati scorpioni d'acqua. Si suddivide in due sottofamiglie, Nepinae e Ranatrinae, e annovera circa 230 specie ripartite fra 14 generi.